# Жуковский (город)
Жуко́вский — город в Московской области России. Наукоград. Находится в границе муниципального образования городской округ Жуковский. Расположен в 20 км к юго-востоку от Москвы. До 1947 года имел статус посёлка и носил название Стаха́ново.
Население города — 110 083 чел. (2024).
Аэродром ЛИИ имени М. М. Громова известен публично как место проведения Международного авиационно-космического салона (МАКС). С 2021 года в Жуковском проводится также Детский авиационно-космический салон (ДАКС), организованный специально для детской аудитории.
В 2007 году было принято решение о создании на базе Жуковского Национального центра авиастроения (см. Авиапром России), которое до настоящего времени не реализовано.

## Этимология
Основан в 1935 году как дачный посёлок Отдых, который был вскоре переименован в Стаханово в честь шахтёра А. Г. Стаханова. В 1947 году преобразован в город и назван Жуковский в честь выдающегося ученого Н. Е. Жуковского, одного из основоположников современной аэродинамики. Название удачно, поскольку город является крупнейшим центром проектирования и испытания самолётов.

## История
На месте города Жуковского ранее были расположены село Новорождествено и деревня Колонец. В сегодняшних границах города находится историческая часть села Быкова. Попытка построить на этой территории город была впервые предпринята в начале XX века. По замыслу управляющего Московско-Казанской железной дороги Николая фон Мекка, южнее Москвы, в районе платформы Прозоровская.  (рядом с современной платформой Кратово), должны были расположиться крупнейший железнодорожный узел и новый Казанский вокзал-2. В 1913 году проект был принят для реализации, однако строительству помешали война, а потом революция. В память о городе-саде остались здания больничного городка, сильно пострадавшие в советское время. Длительное время эти здания использовались Лётно-исследовательским институтом, позднее в них разместились также театр «Стрела» и «Жуковский авиационный техникум им. В. А. Казакова».
В 1933 году была утверждена строительная площадка для Центрального аэрогидродинамического института в районе станции Отдых Казанской железной дороги. В начале 1935 года нарком тяжёлой промышленности Г. К. Орджоникидзе выделил необходимые средства и весной развернулось строительство аэродинамических труб нового ЦАГИ.
В 1938 году посёлку было присвоено имя донбасского шахтёра Алексея Стаханова. В 1940 году шеф-пилот ЦАГИ Михаил Громов представил проект Лётно-исследовательского института — к тому времени уже назрела необходимость в совмещении теоретических разработок и лётных испытаний. 23 апреля 1947 года Указом Президиума Верховного Совета РСФСР посёлок получил статус города и название — Жуковский — в честь русского учёного, основоположника современной аэродинамики Николая Егоровича Жуковского.
Ещё в начале 90-х именно в Жуковском родился термин «наукоград». А 29 января 2007 года Премьер-министр России Михаил Фрадков подписал постановление Правительства РФ «О присвоении статуса наукограда Российской Федерации городу Жуковскому (Московская область)». Жуковский стал двенадцатым наукоградом России. В качестве приоритетных для Жуковского определены следующие направления научной, научно-технической и инновационной деятельности, экспериментальных разработок, испытаний и подготовки кадров: информационно-телекоммуникационные системы, транспортные, авиационные и космические системы, перспективные вооружения, военная и специальная техника, энергетика и энергосбережение.

## Население
| 1939     | 1959     | 1962     | 1967     | 1970     | 1971     | 1976     | 1979     | 1982     | 1986     | 1987     | 1989     |
| -------- | -------- | -------- | -------- | -------- | -------- | -------- | -------- | -------- | -------- | -------- | -------- |
| 10 785   | ↗41 748  | ↗51 000  | ↗63 000  | ↗73 781  | ↗76 000  | ↗86 000  | ↗90 288  | ↗94 000  | ↗98 000  | ↗100 000 | ↗100 609 |
| 1991     | 1992     | 1993     | 1994     | 2000     | 2001     | 2002     | 2003     | 2004     | 2005     | 2006     | 2007     |
| ↗101 000 | ↗101 300 | ↘101 000 | ↘100 000 | ↘95 700  | ↘94 900  | ↗101 328 | ↘101 300 | ↘101 100 | ↗101 200 | ↗101 300 | ↗102 000 |
| 2008     | 2009     | 2010     | 2011     | 2012     | 2013     | 2014     | 2015     | 2016     | 2017     | 2018     | 2019     |
| ↗103 100 | ↗104 359 | ↗104 736 | ↘102 700 | ↗106 248 | ↗106 872 | ↗107 552 | ↗107 815 | ↗108 427 | ↗108 980 | ↘108 187 | ↘107 922 |
| 2020     | 2021     | 2023     | 2024     |          |          |          |          |          |          |          |          |
| ↘107 560 | ↗111 222 | ↘110 507 | ↘110 083 |          |          |          |          |          |          |          |          |

На 1 января 2025 года по численности населения город находился на 156-м месте из 1124 городов Российской Федерации.
Национальный состав
Согласно Всероссийской переписи населения-2010, национальный состав городского округа Жуковский следующий:
| Русские | Украинцы | Татары | Армяне | Белорусы | Узбеки | Евреи | Азербайджанцы | Мордва | Чуваши | другие | не указавшие |
| ------- | -------- | ------ | ------ | -------- | ------ | ----- | ------------- | ------ | ------ | ------ | ------------ |
| 89834   | 1271     | 600    | 416    | 276      | 202    | 176   | 173           | 129    | 125    | 944    | 10590        |

По итогам переписи населения 2020 года проживали следующие национальности (национальности менее 0,1 % и другое, см. в сноске к строке «Другие»):
| Национальность | Численность, чел. | Доля     |
| -------------- | ----------------- | -------- |
| Русские        | 88 382            | 79,46 %  |
| Украинцы       | 713               | 0,64 %   |
| Татары         | 378               | 0,34 %   |
| Армяне         | 320               | 0,29 %   |
| Узбеки         | 232               | 0,21 %   |
| Азербайджанцы  | 176               | 0,16 %   |
| Таджики        | 142               | 0,13 %   |
| Молдаване      | 141               | 0,13 %   |
| Грузины        | 133               | 0,12 %   |
| Другие         | 20 605            | 18,52 %  |
| Итого          | 111 222           | 100,00 % |

## Экономика

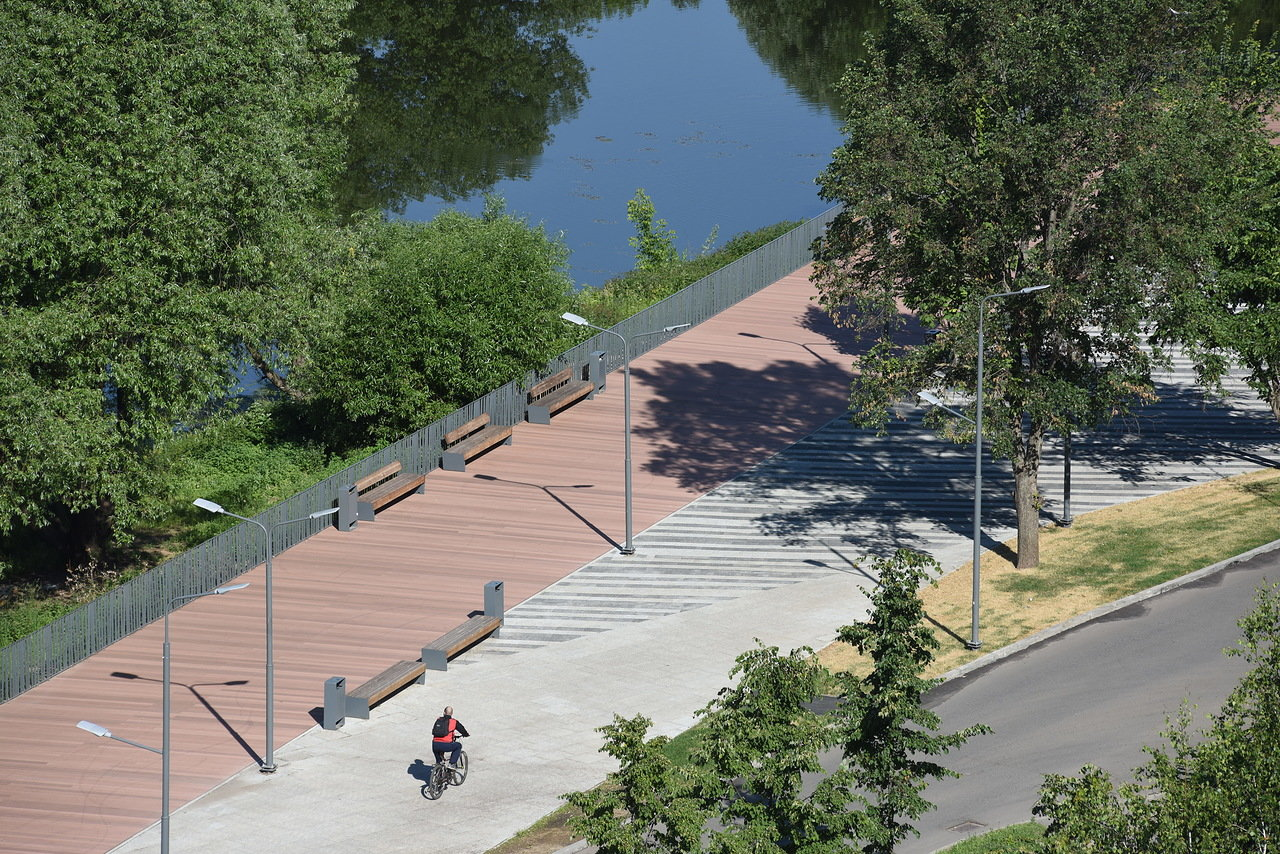
Набережная реки Быковки

Сегодня Жуковский — центр российской авиационной науки. Здесь расположены:
- Центральный аэрогидродинамический институт им. проф. Жуковского — государственный научный центр в области авиации и космоса;
- Лётно-исследовательский институт имени М. М. Громова — государственный научный центр по исследованиям и испытаниям авиационной техники, на его территории расположены лётные базы ведущих авиационных конструкторских бюро: Сухого, Ильюшина, Туполева и др.;
- НИИ приборостроения им. В. В. Тихомирова — научно-исследовательский институт по разработке мобильных зенитных ракетных комплексов среднего действия и систем управления вооружением самолётов;
- Московский научно-исследовательский институт «Агат» — институт по разработке радиолокационных головок самонаведения для ракет;
- Научно-исследовательский институт авиационного оборудования — научно-производственный центр в области исследований и разработки комплексов и систем бортового оборудования летательных аппаратов;
- Экспериментальный машиностроительный завод имени В. М. Мясищева — опытно-конструкторские работы в области авиации и космонавтики
- Центр научно-технических услуг «Динамика» — предприятие, представляющее услуги в области отечественного авиационного тренажёростроения.

Также в городе расположены:
- Жуковский машиностроительный завод — производство авиационной спецтехники (электроагрегаты, заправщики, газозарядные станции, установки воздушного запуска), бытовых отопительных и водонагревательных аппаратов, жестяных евробанокВид города с правого берега реки Быковки, в центре вида городской застройки — улица Анохина

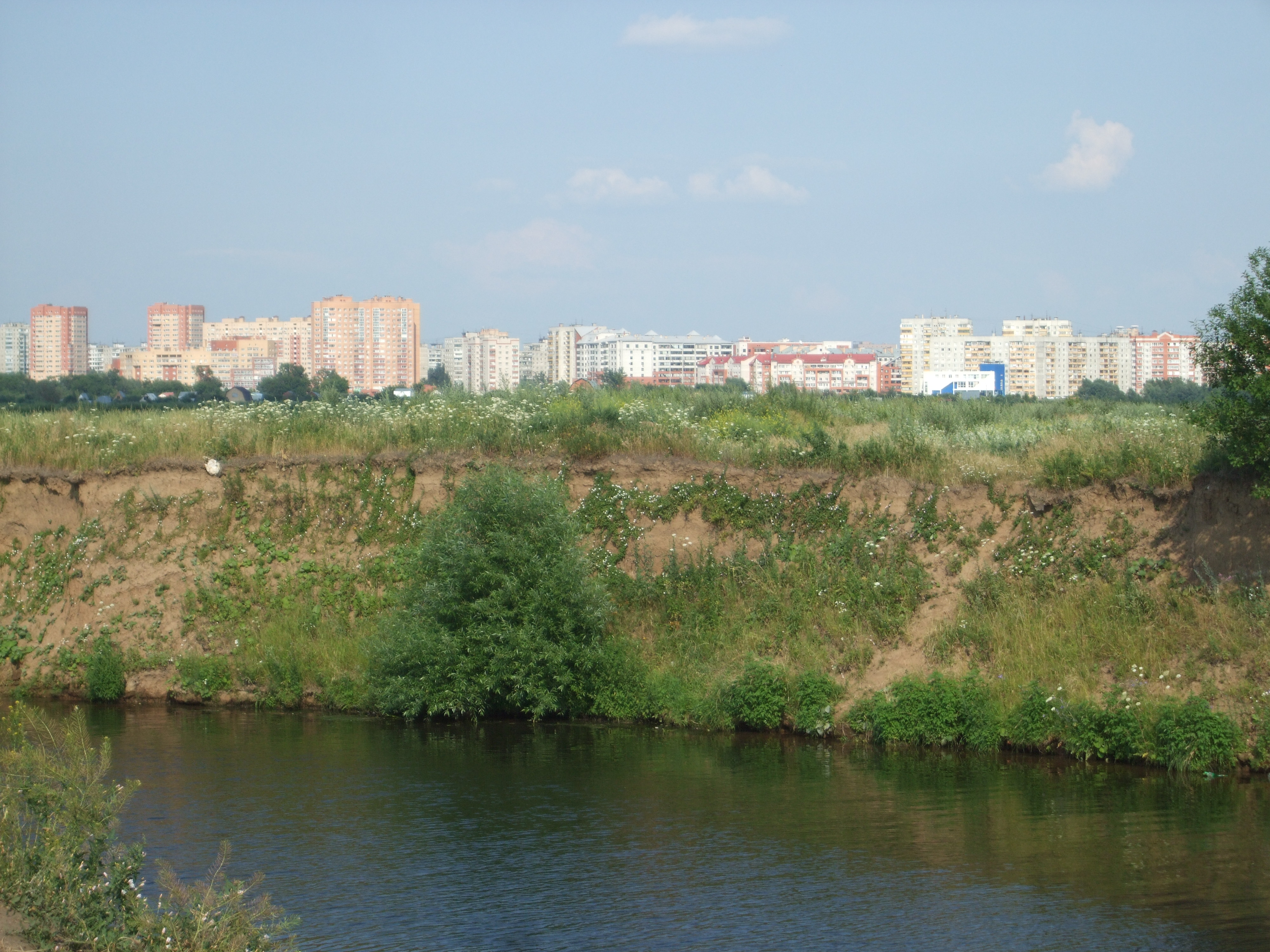
Вид города с правого берега реки Быковки, в центре вида городской застройки — улица Анохина

- Жуковский деревообрабатывающий завод — производство пиломатериалов, оконных и дверных блоков, клеёных изделий и оборудования для детских площадок
- ЗАО «Жуковский хлеб[44]» — производство хлеба и хлебобулочных изделий
- Завод компании Nestle
- Российская стекольная компания — переработка стекла для использования в строительстве, производстве мебели, бытовой техники, производство стеклопакетов
- АО «Алютек» — производство конструкций из алюминиевого профиля
- Компания «Лит Арт» — скульптурно-производственный комбинат, крупнейший в Европе комбинат по художественному литью из бронзы, также изготовление скульптуры, памятников, рельефов, бюстов, фонтанов
- ЗАО «Жуковский ЗМЗ» — завод монтажных заготовок

Среди предприятий торговли — торговые центры «Авиатор», «Навигатор», «Океан» (вошедший в тройку лучших торговых центров России в 2006 году), представительства российских и европейских сетевых брендов: SPAR, «Пятёрочка», «Перекрёсток», «Дикси», «М-видео».
Функционирует Жуковская торгово-промышленная палата — негосударственная, некоммерческая, общественная организация, объединяющая предприятия и предпринимателей различных форм собственности на территории города Жуковского и Раменского района Московской области. В рамках комплексной программы поддержки территориальных брендов Жуковская ТПП совместно с Московской областной общественной организации по поддержке предпринимательских, творческих и социальных инициатив «Движение жизни» реализует проект «Сделано в Жуковском»

## Внутреннее деление и топонимика
Генеральным планом г.о. Жуковского 2010 г. предусматривается деление городской территории на следующие планировочные районы:
- Быковка (микрорайон № 7)
- Гагарина (микрорайоны № 3, 3а)
- Горельники
- Гудкова (микрорайон № 5)
- За Океаном (микрорайоны № 4, 4а)
- Ильинка
- Колонец (микрорайоны № 2, 2а)
- Лацкова (микрорайон № 6, МЖК)

- Мясищева (микрорайон № 1)

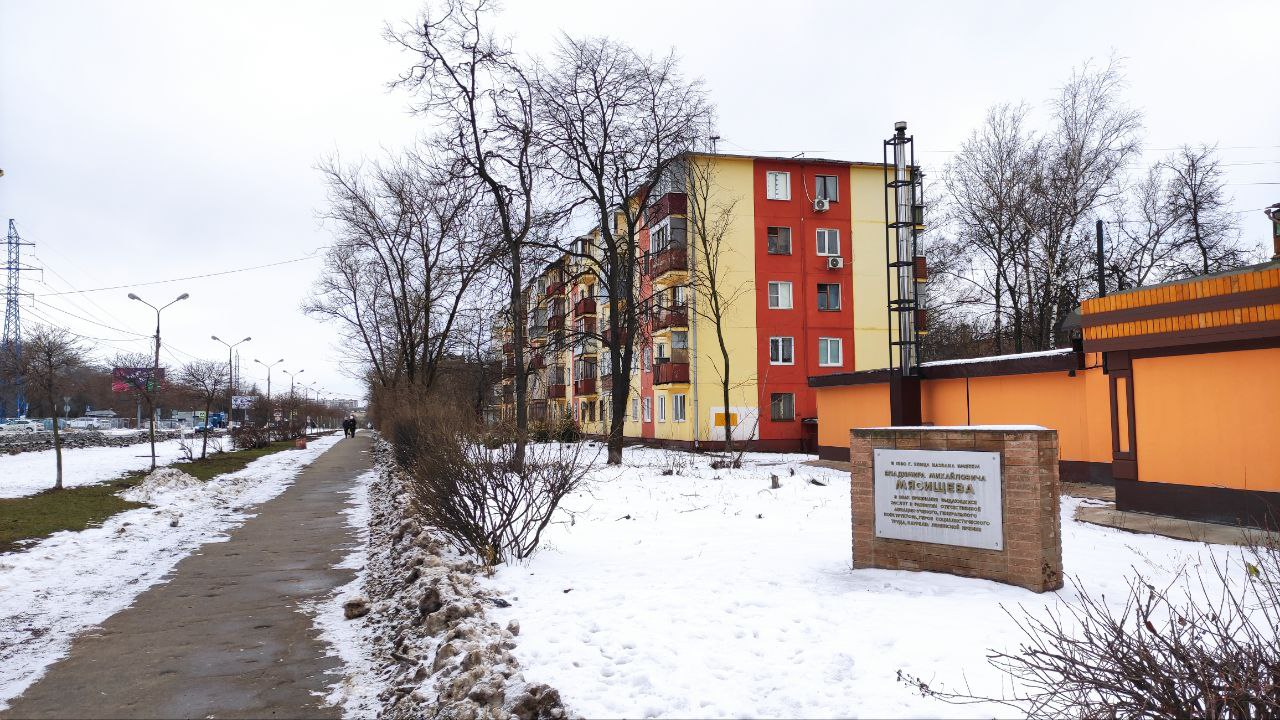
Улица Мясищева (в начале улица установлена мемориальная доска с историей названия улицы в честь В. М. Мясищева)

- Набережная Циолковского (микрорайон 5А)
- Наркомвод
- Площадь Кирова (микрорайоны К-1, К-2)
- Рынок
- Старый город (территория, ограниченная улицами Жуковского, Чкалова, Пушкина, Чаплыгина)
- У станции
- Центр

К районам перспективной застройки, отмеченным в Генеральном плане, относятся:
- Инновационная зона «Жуковский»
- Правобережье-север
- Правобережье-центр
- Правобережье-юг
- Прибрежный-1
- Прибрежный-2
- Прохоровка
- Центр инновационной экономики

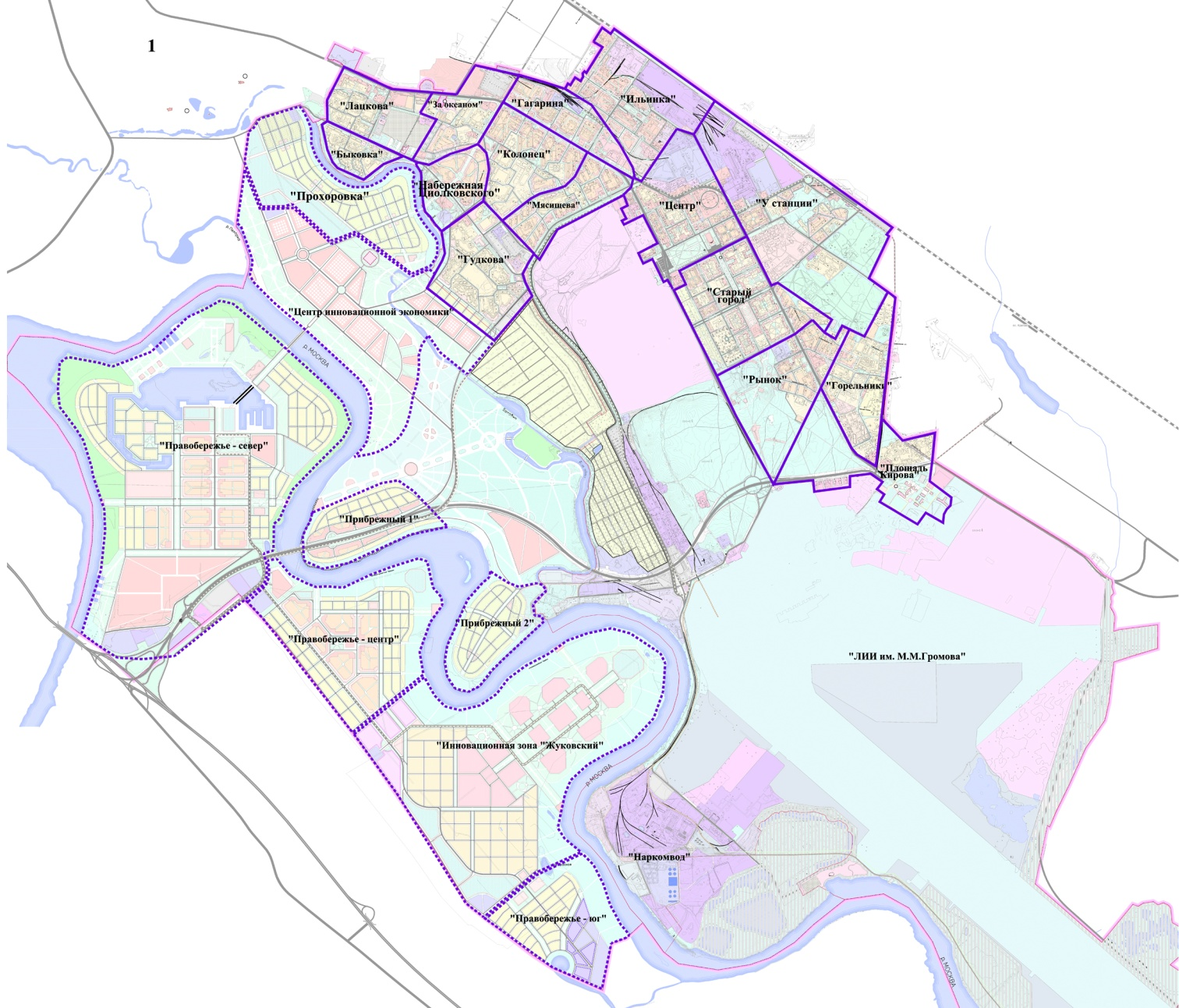
Схема планировочных районов г. Жуковского

Также исторически выделяются следующие территории, не указанные в Генеральном плане:
- Глушица (территория, прилегающая к озеру Глушица в районе Наркомвод)
- Городок ЛИИ (квартал № 23, дома 7, 8, 9 по улице Кирова)
- Дворянское гнездо (коттеджи работников ЦАГИ, расположенные на ул. Ломоносова)
- Северная промзона (территории ЖДОЗ, ЖМЗ, ДСК, Электросети)
- Сквер «У фонтана» (официально — 28-й квартал, территория, ограниченная улицами Жуковского, Маяковского, Фрунзе, площадью Академика Свищёва)
- Треугольный лес (лесодендропарк, ограниченный улицами Амет-хан Султана, Туполева, Гарнаева)
- Туполевский квартал (квартал, ограниченный улицами Горького, Чкалова, Советской, Маяковского)
- Цаговский лес (лес, ограниченный Туполевским шоссе, Подъездной дорогой к г. Жуковскому, улицей Кооперативной, Нижней дорогой, ограждением ЦАГИ)

В настоящее время территория района Прохоровка, ограниченная улицами Воронцовская, Береговая и Отрадная, выделена в отдельный район Междуречье, районы Правобережье-юг, Правобережье-центр, Центр инновационной экономики, Правобережье-центр объединены в район Замоскворечье

## Транспорт
В городе Жуковском расположена платформа «Отдых» Рязанского направления Московской железной дороги. Жители города также пользуются платформами «Ильинская» и «Кратово», которые расположены в одноимённых посёлках, соседствующих с городом.
В городе расположена Детская железная дорога. Она проложена от платформы «Юность» (ДЖД), рядом с платформой «Отдых», до станции «Пионерская» (ДЖД), расположенной на берегу озера Кратовское недалеко от платформы «Кратово» (МЖД).

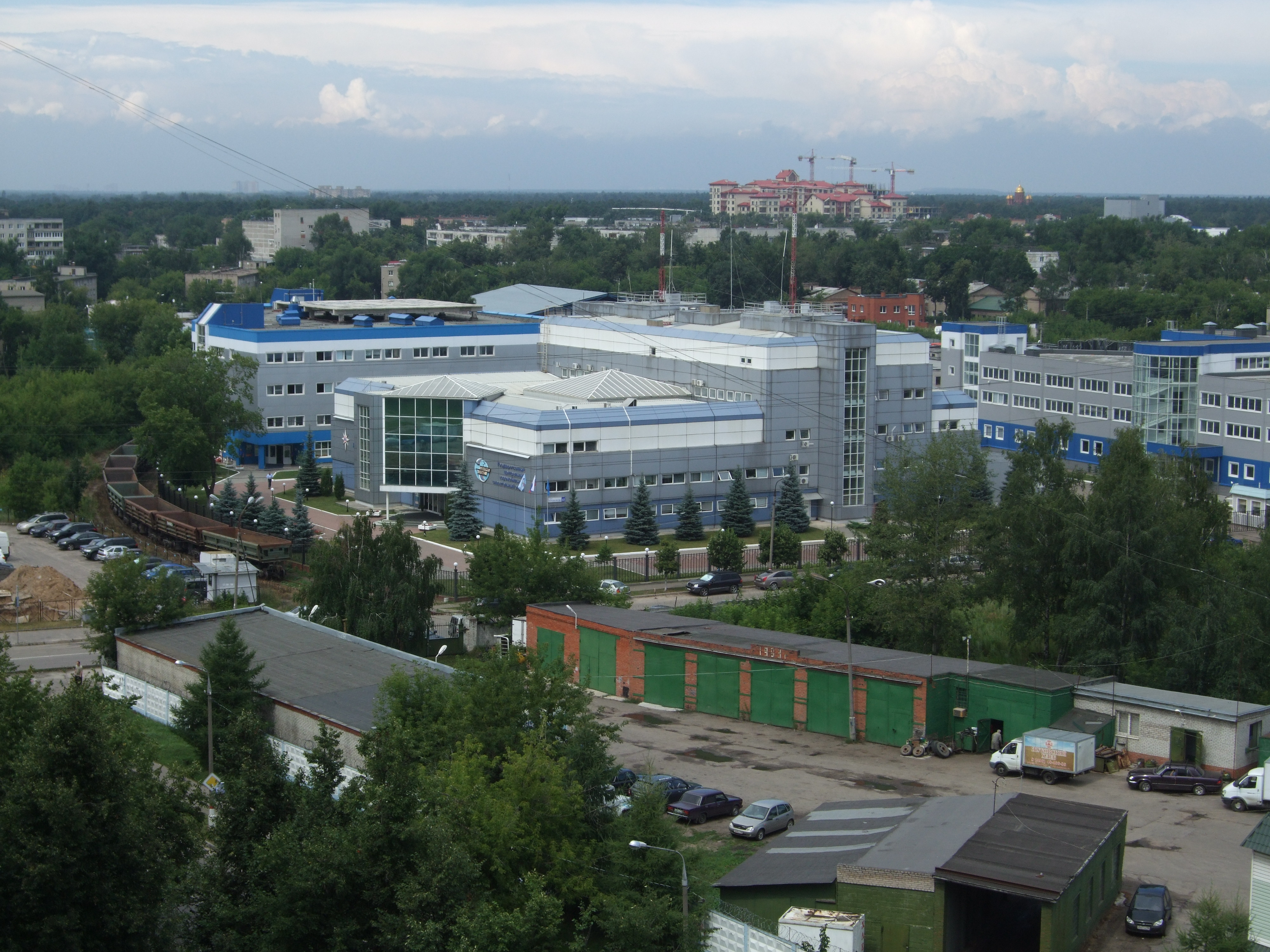
Государственный центральный аэромобильный спасательный отряд МЧС России «Центроспас»

Трасса А102 связывает город Жуковский с Москвой.
В 2011 году был построен мост через реку Москва и намечено строительство подъездной дороги к МАКС. 2012 год был отмечен противостоянием значительной части общества с властями города по поводу строительства этой подъездной дороги и вырубки соответствующей просеки в Цаговском лесу.
В августе 2013 года этот участок дороги (М5 «Урал» — А102) был введён в эксплуатацию.
30 мая 2016 года открылся международный аэропорт. Таким образом, этот аэропорт стал четвёртым в московском авиаузле.

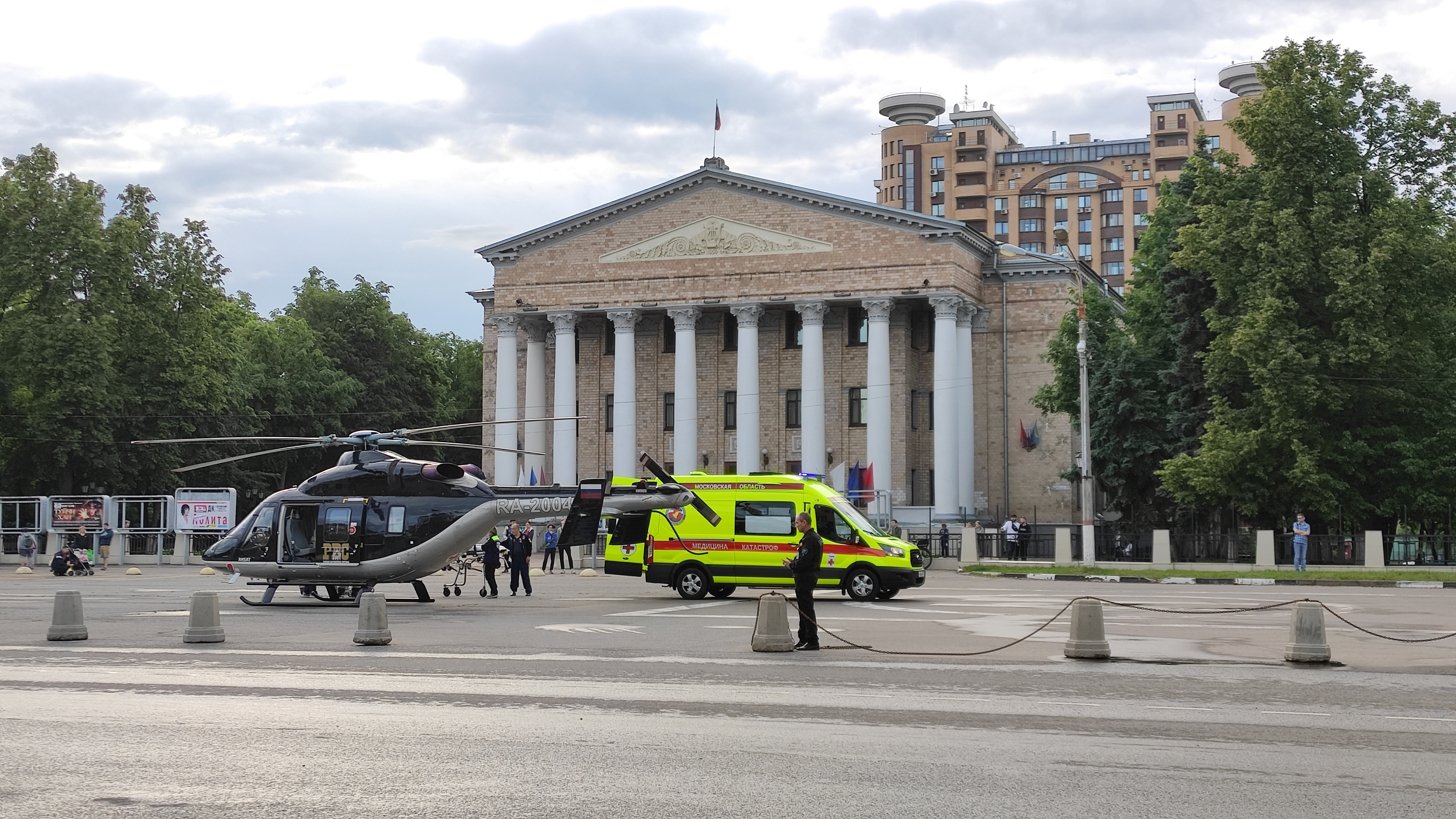
Вертолётная площадка на площади Ленина

В центре города на площади Ленина (по соседству с Жуковской городской клинической больницей) организована вертолётная площадка для транспортирования тяжёлых больных и травмированных.
Автобусное сообщение осуществляется Автоколонной № 1376 МАП № 1 г. Люберцы ГУП МО «МОСТРАНСАВТО». В Жуковском 6 городских маршрутов автобусов и 7 пригородных. Пригородное сообщение с Москвой, Бронницами, Раменским, Новым селом, посёлком фабрики «Спартак», пос. Октябрьским, д. Островцы и аэропортом Быково.
В городе имеется много маршрутных такси. Они работают внутри города и на пригородных маршрутах до платф. Ильинская, г. Раменского и г. Москвы. Большая часть маршрутов проходит через весь город.
Генеральный план г.о. Жуковского 2010 г. предлагает введение на территории города трамвайного движения с использованием существующих железнодорожных подъездных путей. Трамвайное движение предлагается по следующим направлениям:
- платформа Отдых — Наркомвод; маршрут пройдёт по улицам Жуковского, Чкалова, Энергетическая, Мясищева, Кооперативная, Наркомвод, до территории ЛИИ им. Громова;
- платформа Отдых — новые районы на правобережной части территории городского округа; маршрут пройдёт по улицам Жуковского, Чкалова, Энергетическая, Мясищева, Грищенко, Подъезду к г. Жуковскому от автомобильной дороги М-5 «Урал» до съездов на территорию новых районов.

Первый проект создания трамвайной системы на территории современного города существовал в рамках проекта 1912 года по созданию посёлка для железнодорожных рабочих и служащих при платформе Прозоровская. Проектировались маршруты от железнодорожной платформы по лучевой схеме к Москве-реке. Данный проект, как и остальные планы по строительству посёлка, был отменён в связи с началом Первой мировой войны и вступлением в неё Российской империи.

## Образование

### Общее образование
В городе работает более 15 общеобразовательных школ.

### Профессиональное образование

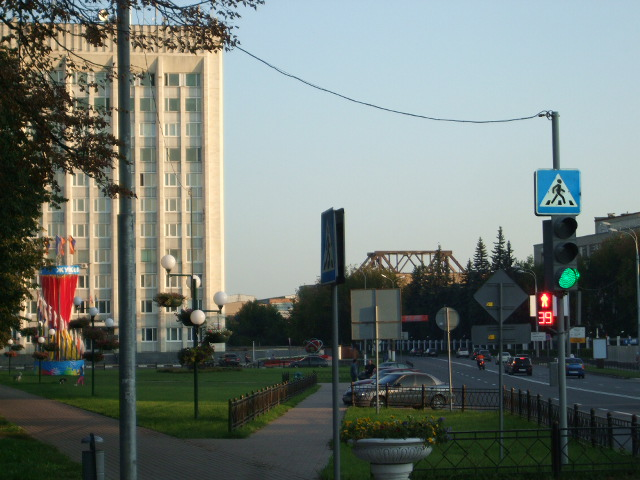
Здание администрации городского округа

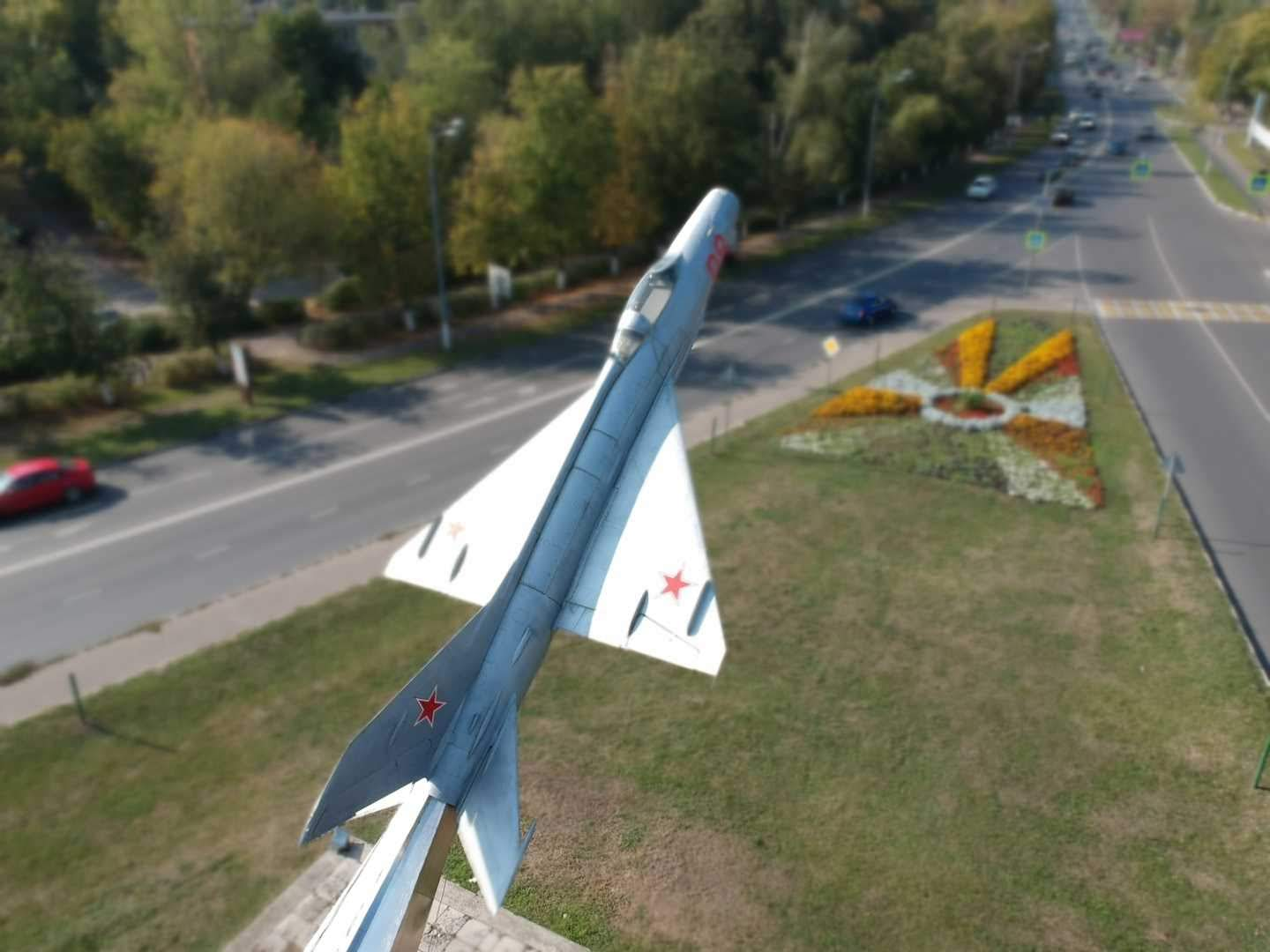
Стела с самолётом МиГ-21

- Факультет аэромеханики и летательной техники (ФАЛТ) Московского физико-технического института
- Московский авиационный институт, филиал «Стрела»
- Школа лётчиков-испытателей имени А. В. Федотова
- ГБПОУ МО Авиационный техникум имени В.А. Казакова (ГБПОУ МО АТ им. В. А. Казакова)
- Международный институт менеджмента «ЛИНК»

### Дополнительное образование
85 % детей Жуковского занимаются в учреждениях дополнительного образования. В городе работают Центр детского творчества, Центр эстетического воспитания, включающий в себя молодёжный театр ШЭСТ, две детских школы искусств, школа хорового искусства «Полёт» им. Т. Е. Селищевой, концертный хор и множество детских студий и Центр Иностранных Языков YES
Военно-патриотическое воспитание осуществляется в учреждениях дополнительного образования, таких как учебный центр вневойсковой подготовки «Каскад», Военно-спортивный клуб юных парашютистов и десантников «Беркут», аэроклуб «Горизонт», военно-патриотический клуб «Витязь», Центр спортивного и патриотического воспитания «Подвиг», городская общественная организация «Крылья», отряд волонтёров при школе № 2, Центр «Юный спасатель» (при МЧС России), клуб исторической реконструкции и патриотического воспитания молодёжи «Белая Рысь», Центр боевого спорта «Спектр», военно-патриотический клуб «Альфа-Патриот», всероссийское детско-юношеское военно-патриотическое общественное движение «Юнармия».
В ведении г. Жуковского находится муниципальный детский оздоровительный лагерь «Восток-2», расположенный в лесной зоне Озёрского района Московской области, недалеко от деревни Бояркино. Ежегодно он принимает до 250 детей. В посёлке Володарского (Ленинский район) действует детский лагерь «Салют», принадлежащий ЦАГИ.
Так же во второй школе был открыт институт психологии и программиста.

## Культура
В Жуковском два муниципальных театра (МУК «Драматический театр „Стрела“ для детей и взрослых» и «Экспериментальный музыкально-драматический театр» под руководством Александра Айсина). Работают Дом учёных ЦАГИ, городской Дворец культуры, Детская школа искусств № 1 и № 2, арт-салон «Пятый дом».
C 1960 г. в Жуковском работает симфонический оркестр. С 1975 г. оркестром руководит народный артист России, лауреат премии Правительства России в области культуры, профессор Сергей Скрипка.
Жуковский музей покорения воздуха рассказывает об истории города Жуковский, о том, что было на месте города до его появления, а также историю развития авиации, воздухоплавания и авиационной науки, начиная с первых попыток человека полететь и заканчивая нашими днями. Посетители музея могут почувствовать себя лётчиками в катапультном кресле реактивного истребителя в лётном шлеме, а также научиться управлять самолётом на авиасимуляторе в макете кабины штурмовика Ил-2, посидеть в пассажирских креслах самолёта Ту-154, заказать лёгкий пассажирский завтрак, посмотреть видеофильмы.
В Жуковском много музыкальных коллективов, как начинающих, так и довольно известных, выступающих на музыкальных площадках Москвы и других городов России и СНГ.
В мае 2005 г. был открыт «Жуковский рок-клуб», некоторыми из целей которого являются объединение жуковских команд, играющих «живую» музыку, знакомство слушателей с молодыми, ещё неизвестными коллективами.

## Достопримечательности
Музеи
- Музей авиастроения

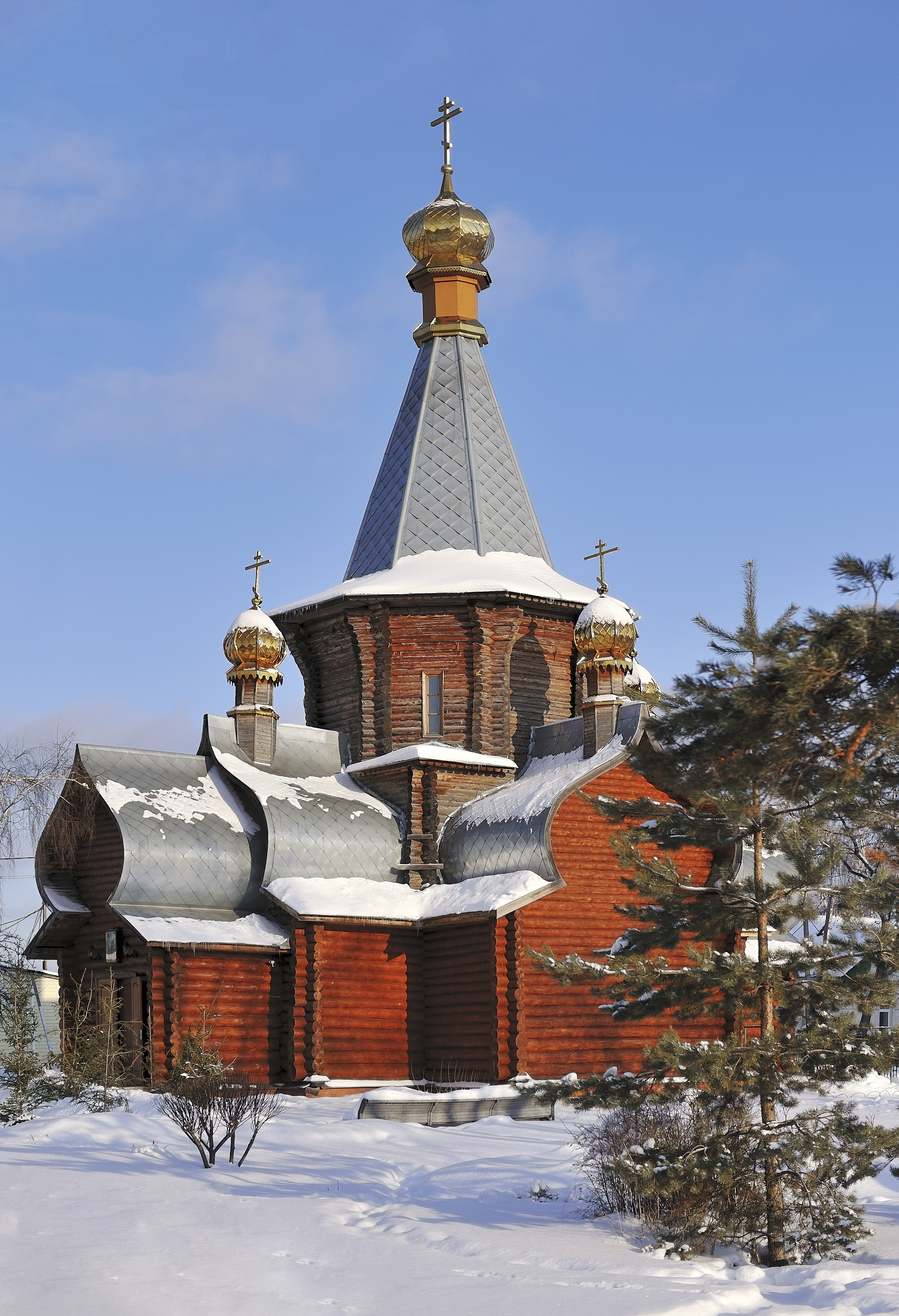
Церковь Иверской Божией Матери в Жуковском

- Жуковский музей авиации и покорения неба
- Музей слоников — находится на территории прихода церкви св. Пантелеймона (коллекция статуэток слонов из разных материалов: камня, хрусталя, стекла, глины, кости, фарфора, дерева, воска, пластмассы, металла и др.)

Здания, сооружения
- Здание театра «Стрела» (бывший главный корпус больницы для рабочих Рязанской ЖД)
- Здание Быковской земской лечебницы (1914 г.), ул. Гагарина, 77А
- Дома конца 1940-х и начала 1950-х годов, построенные пленными немцами
- Комплекс Больнично-санаторного городка был построен в 1913—1923 годах для служащих Московско-Рязанской железной дороги (район Площадь Кирова)
- Здание ГБПОУ МО Авиационный техникум им В. А. Казакова

Памятники
- Памятник Н. Е. Жуковскому (на площади Ленина)
- Памятник В. П. Чкалову (в начале улицы Чкалова, на углу улиц Амет-хан Султана и Гарнаева)
- Памятник И. П. Волку (в микрорайоне 5А)
- Памятник-самолёт МиГ-21 (на слиянии улиц Гагарина и Менделеева, с 01.12.2016 это место носит название Физтеховский сквер)
- Памятник-самолёт Ту-144 (на круговой развязке Туполевского шоссе, улиц Туполева и Гарнаева, автодороги «Подъезд к ЛИИ им. М. М. Громова»)
- Памятник бронепоезду «Москвич» (на улице Фрунзе)
- Памятник, посвящённый авиаторам (на углу улиц Жуковского и Праволинейной, народное название — «Мерседес»)
- Закладной камень памятника Ленину, с выгравированной надписью «Здесь будет установлен памятник В. И. Ленину, основателю коммунистической партии и создателю Советского государства» (на площади Академика Свищёва)
- Памятник неизвестному лётчику в Жуковском парке (установлен в июне 2016)
- Самолёт Ил-103 на территории Храма Преображения Господня (ул. Гагарина, 77А)
- Пожарный автомобиль АЦ-40 на базе «ЗиЛ-130» возле пожарного депо (наб. Циолковского, 5)
- Мемориальная аллея «Создатели авиации России», в составе которой 16 бюстов легендарных советских авиаконструкторов[51]
- Монумент «Воин-интернационалист», посвящённый погибшим в Афганистане воинам, у входа в центральный городской сквер "28-й квартал"на улице Фрунзе[52]

Парки, скверы
- Бульвар улицы Маяковского
- Парк культуры и отдыха
- Воронцовская усадьба
- Цаговский лес
- Лесодендропарк «Треугольник»
- Сквер Луч
- Сквер «28-й квартал»
- Физтеховский сквер
- Сквер имени Игоря Волка
- Лес у станции «Отдых»

Прочие объекты
- Малая Московская железная дорога (станция Юность (находится рядом с железнодорожной платформой «Отдых»))
- Вертикальная аэродинамическая труба Т-105 ЦАГИ
- Взлётно-посадочная полоса ЛИИ имени М. М. Громова — самая протяжённая в Европе
- Стационарная инсталляция с упрощённым воспроизведением герба Союза СССР (на улице Фрунзе)
- Беседка молодожёнов в сквере «28-й квартал» («Скамья примирения»)
- Фонарь жизни в сквере «28-й квартал» (загорается, когда в Жуковском роддоме рождается ребёнок)

## Религия
- Церковь Иверской иконы Божией Матери, деревянная.
- Церковь св. Пантелеймона-целителя, каменная, имеет очень красивую внутреннюю художественную роспись, расположена на ул. Гагарина.
- Церковь Преображения Господня, является приписным к Пантелеимоновскому храму (ул. Гагарина, 77А).
- Церковь св. целителей и бессеребренников Косьмы и Дамиана.

## Кладбища

Барельеф у входа на Быковское кладбище

### Быковское мемориальное кладбище
Решением Совета депутатов города Жуковский в 1992 году Быковскому кладбищу присвоен статус мемориального. Быковское кладбище — одно из немногих в Московской области, где есть колумбарная стена. Существует традиция погребения на Быковском кладбище лётчиков-испытателей и лётчиков-космонавтов СССР и России.

### Новорождественское кладбище

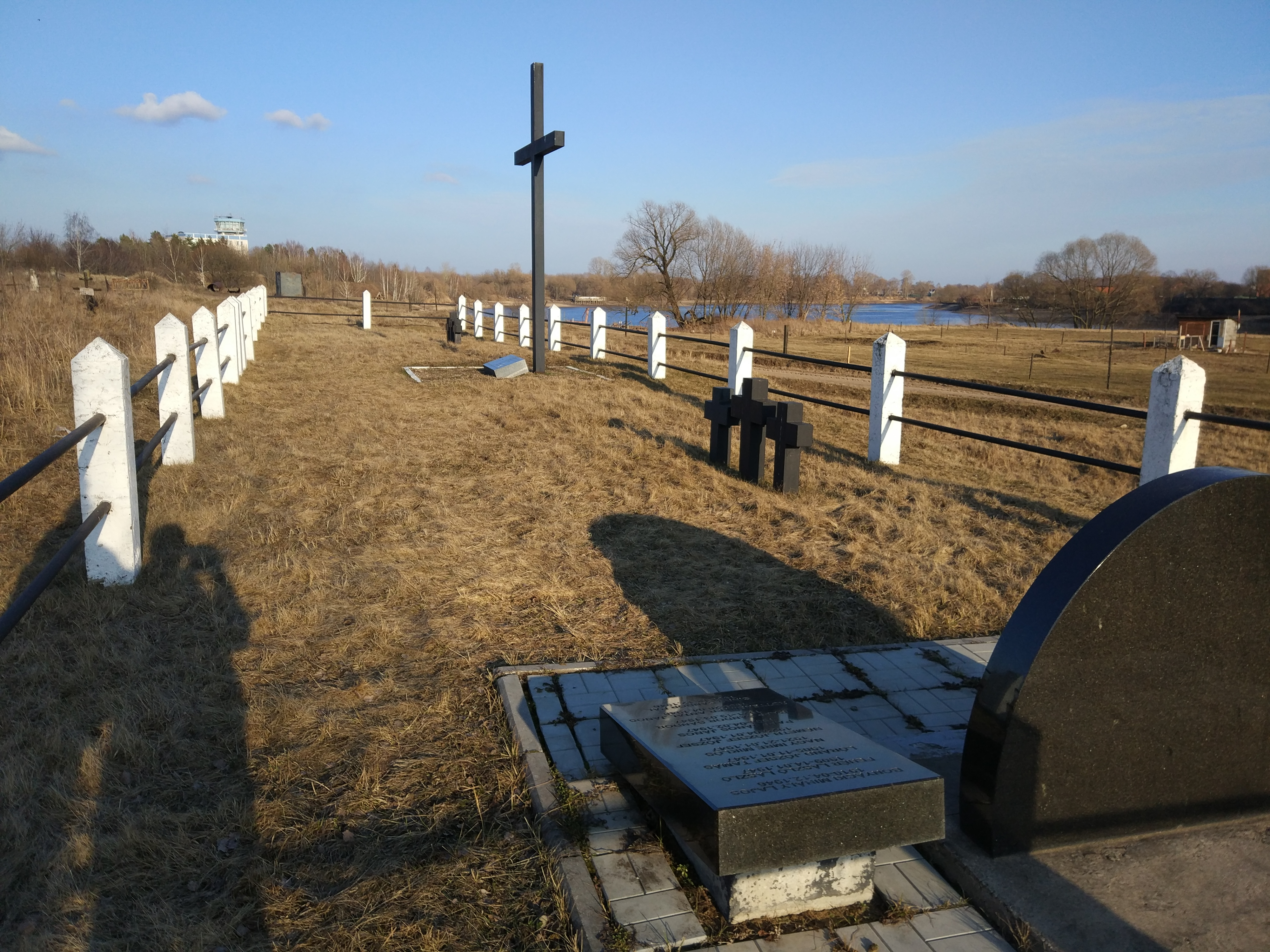
Памятник военнопленным Второй мировой войны на Новорождественском кладбище

Кладбище села Новорождествена, ранее располагавшегося на месте аэродрома ЛИИ. Размещено в районе Наркомвод, на берегу р. Москвы рядом с храмом Рождества Иоанна Предтечи. Находится в разрушенном состоянии за исключением мемориала умершим немецким и венгерским военнопленным Великой Отечественной войны, участвовавшим в строительстве аэродромных сооружений.

## Спорт

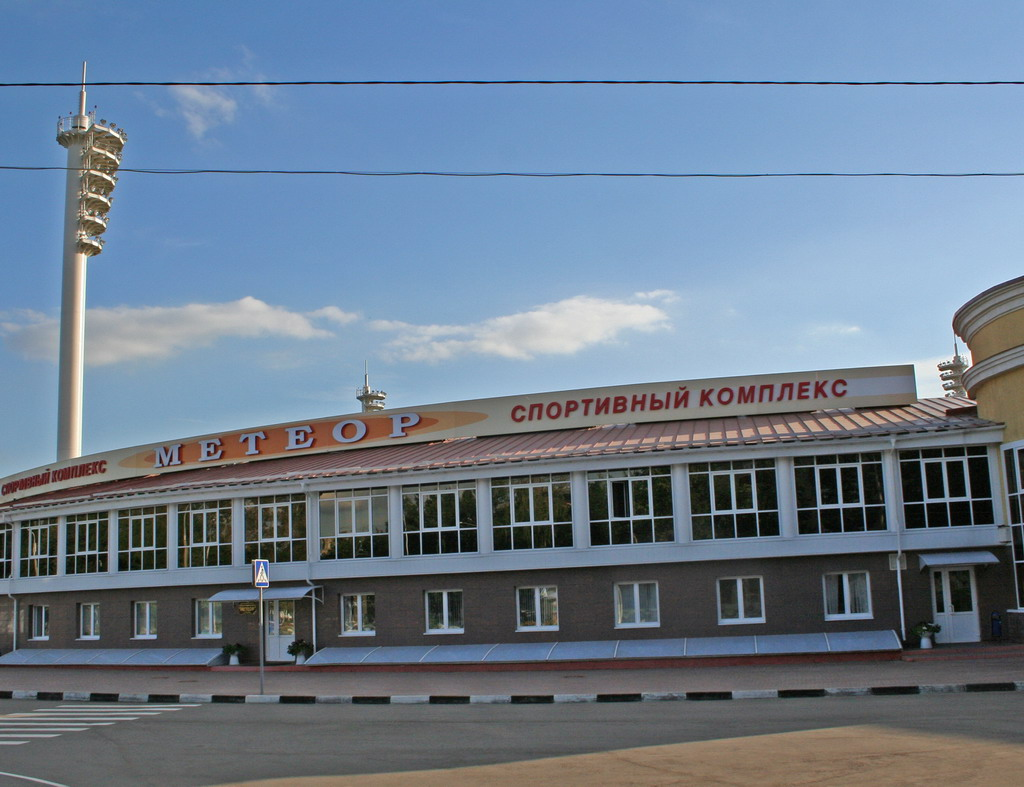
Стадион «Метеор»

- Жуковский — областной легкоатлетический центр. В его кругах известны имена таких легкоатлетов как Екатерина Подкопаева, Олег Проценко, Юрий Борзаковский, Андрей Епишин, Дмитрий Богданов, Елена Слесаренко, Татьяна Лысенко, Юлия Чиженко. Осенью 2005 года после реконструкции открылся спортивный легкоатлетический комплекс «Метеор», где проводятся как российские, так и международные соревнования, работают спортивные секции. Начиная с 2006 года «Мемориал братьев Знаменских» — легкоатлетическое соревнование уровня ЕАА Premium — проводится на «Метеоре». В 2009 году в Жуковском прошёл чемпионат России по лёгкой атлетике.Стадион «Метеор»Городская футбольная команда «Метеор» прекратила своё существование в 2007 году. В сезоне 2008—2009, на стадионе «Метеор» базировался «Сатурн-2» — фарм-клуб раменского «Сатурна».
- В городе имеется детско-юношеская спортивная школа на ул. Комсомольская (лёгкая атлетика, большой теннис, бокс), специализированная детско-юношеская спортивная школа олимпийского резерва «Метеор» (ул. Чкалова, 42, художественная гимнастика). В комплексе «Метеор» на ул. Чкалова, 42, занимаются спортивные секции ЦАГИ.
- В городе расположены теннисные корты (на ул. Пушкина), где проводятся городские и областные соревнования по большому теннису.
- Клуб воздухоплавания города Жуковского проводит полеты на свободно летающих аэростатах (воздушных шарах).
- Шахматный клуб «Двойной шах». Проводятся детские и взрослые турниры. Ежегодный представительный турнир — мемориал Валерия Николаевича Коновалова, создателя и руководителя клуба в течение более, чем 20 лет — с участием международных гроссмейстеров.
- ВСК «Беркут». Спортивные секции по дзюдо, греко-римской борьбе, боксу, самбо.
- Также в городе расположено множество футбольных секций, таких как «Метеор», «Эластико», «ПФК ДЮФА ЦСКА Жуковский» и другие

## СМИ
В разные периоды в городе существовали следующие СМИ:
- Еженедельник «Авиаград Жуковский» (официальное издание администрации г. Жуковский)
- Газеты «Жуковские Вести», «Современник», «ГОРОД Жуковский», «Инфограмма», «Жуковский деловой вестник», «Рэкспресс»
- «Жуковский Городской Журнал» (с 2009 года)
- Жуковская редакция радиовещания (в прошлом — Жуковское городское радио, образованное в 1961 году, позднее филиал ГТРК «РТВ-Подмосковье»)[53]
- Телеканал «Сфера» в кабельной сети ООО «Сфера Плюс» (просуществовал с 12 июня 1990 года по 1 июля 2015, потом он был реорганизован в филиал ТВ «З60 Жуковский», а позднее ликвидирован), а также телеканал «Жук-ТВ» в кабельной сети ООО «Телесервис»[54]
- Портал «Жуковский — Городская Служба Новостей» в сети интернет
- Общегородской портал «Жуковский — Город для Жизни» в сети интернет (общие вопросы благоустройства города)

## Цаговский лес
Цаговский лес — часть буферной зелёной зоны между аэродромом ЛИИ и городом. Заслуга в сохранении этого лесного массива в городе принадлежит А. Н. Туполеву.
В 2012 году в городе разразился крупный скандал, связанный с уничтожением части лесных насаждений — Цаговского леса. Вырубка производилась для постройки автомобильной подъездной дороги к ЛИИ. Постройка дороги мотивировалась необходимостью для Международного Авиасалона и ЛИИ, что не соответствовало действительности (на руках у граждан протокол межведомственной комиссии с записью, что ЛИИ эта дорога не нужна).

## Руководители
(до 1993 года — председатели исполкома горсовета (горисполкома))
- В. Г. Пачандо (1935—1939)
- В. В. Щавелев (1939—1942)
- В. И. Григорович (1942—1950)
- А. И. Коваленко (1950—1961)
- П. С. Светлов (1961—1962)
- В. С. Цыплаков (1962—1964)
- П. С. Светлов (1964—1965)
- В. И. Кузьмин (1965—1968)
- Ю. П. Шелепов (1968—1981)
- В. К. Пащенко (1981—1986)
- Н. М. Родин (1986—1990)
- М. И. Фалеев (1990)
- Р. Н. Овсянников (1990—1995)
- В. М. Мосолов (1995—1996) — погиб от руки наёмного убийцы
- Л. Ф. Петрикович (1996—2000)
- А. П. Бобовников (2000—2013) — отстранен в связи с утратой доверия населения[58]
- С. К. Сукнов (2013—2013) — исполняющий обязанности[59]
- А. П. Войтюк (2013—2018)[60][61]
- Ю. В. Прохоров (2018—2023)[61][62][63]
- Б. Е. Аубакиров (с декабря 2023 года)[64]

## Города-побратимы
Список городов-побратимов Жуковского:
1. Ле-Бурже (Франция)
2. Коммуна Сюдальс[англ.] (Дания)
3. Ульяновск (Россия)
4. Пекин (Китай)